# Лансінг (Міннесота)
Лансінг (англ. Lansing) — переписна місцевість (CDP) в США, в окрузі Мовер штату Міннесота. Населення — 132 особи (2020).

## Географія
Лансінг розташований за координатами 43°44′52″ пн. ш. 92°57′57″ зх. д. / 43.74778° пн. ш. 92.96583° зх. д. (43.747724, -92.965732).  За даними Бюро перепису населення США в 2010 році переписна місцевість мала площу 2,03 км², уся площа — суходіл.

## Демографія
Згідно з переписом 2010 року, у переписній місцевості мешкала 181 особа в 76 домогосподарствах у складі 52 родин. Густота населення становила 89 осіб/км².  Було 84 помешкання (41/км²).
Расовий склад населення:
| - 99,4 % — білих - 0,6 % — азіатів |

До двох чи більше рас належало 0,0 %. Частка іспаномовних становила 3,3 % від усіх жителів.
За віковим діапазоном населення розподілялося таким чином: 21,0 % — особи молодші 18 років, 49,7 % — особи у віці 18—64 років, 29,3 % — особи у віці 65 років та старші. Медіана віку мешканця становила 47,3 року. На 100 осіб жіночої статі у переписній місцевості припадало 105,7 чоловіків;  на 100 жінок у віці від 18 років та старших — 116,7 чоловіків також старших 18 років.
Середній дохід на одне домашнє господарство  становив 39 121 долар США (медіана — 47 614), а середній дохід на одну сім'ю — 41 646 доларів (медіана — 36 250). За межею бідності перебувало 22,8 % осіб, у тому числі 27,1 % дітей у віці до 18 років та 19,5 % осіб у віці 65 років та старших.
Цивільне працевлаштоване населення становило 67 осіб. Основні галузі зайнятості: виробництво — 32,8 %, транспорт — 23,9 %, освіта, охорона здоров'я та соціальна допомога — 16,4 %, мистецтво, розваги та відпочинок — 13,4 %.